# Stefan Peters (Musiker)
Stefan Peters (* 12. Januar 1970 in Treuchtlingen; bürgerlich Stefan Pössnicker) ist ein deutscher Schlagersänger, Komponist und Musikproduzent.

## Leben
Peters wuchs in Treuchtlingen auf und erhielt ab dem siebten Lebensjahr Unterricht in Akkordeon, Schlagzeug und Trompete. Mit 15 Jahren trat er bereits lokal als Alleinunterhalter auf. Nach der Schule absolvierte er zunächst eine Ausbildung zum Forstwirt und wandte sich danach erneut der Musik zu. Mit 18 Jahren trat er in großen Hotels in der Schweiz, Österreich und Italien auf und später hatte er bis zu hundert Auftritte pro Jahr auf Galas, in Festzelten und Clubs.
1988 veröffentlichte Peters sein erstes Album mit dem Titel Griechischer Urlaub. 1992 folgte dann Sierra Madre, das 1997 mit einer goldenen Schallplatte ausgezeichnet wurde. Seinen größten Erfolg als Sänger landete er 1994 mit dem Lied Zwischen Himmel und Hölle, das sich in diversen Hitparaden platzierte und für das er ebenfalls mit einer goldenen Schallplatte ausgezeichnet wurde.
Peters besitzt ein eigenes Tonstudio und arbeitet als Komponist, Texter und Produzent. Er produzierte unter anderem Titel von Roland Kaiser, Andrea Berg, Hansi Hinterseer und Tim Toupet.
Zur Fußball-EM 2008 nahm er gemeinsam mit Gotthilf Fischer den Titel Ein Stern der über Deutschland steht auf, der eine Bearbeitung des Nik P. Hits Ein Stern (… der deinen Namen trägt) ist.
Anfang 2018 gründete er zusammen mit Komponist und Produzent Frank Cordes sowie dem professionellen Tänzer Kevin Marx die Musikgruppe Schlagerpiloten, mit der Peters 2019, 2020, 2021, 2022, 2023 und 2024 Alben veröffentlicht hat, die teils hohe Platzierungen in den deutschen, österreichischen und Schweizer Charts erreichten.

## Diskografie

### Alben
- A Lonely Trumpet (MC, 1986, unter dem Namen Pfiff)
- Griechischer Urlaub (1988)
- Sierra Madre (1992)

### Lieder
- Zwischen Himmel und Hölle (1994)
- Für dieses Leben würd ich sterben (2007)
- Ein Stern, der über Deutschland steht (featuring Gotthilf Fischer, 2008)

## Ehrungen
- 2013: Goldener Nürnberger Trichter der Nürnberger Trichter Karnevalsgesellschaft e. V. 1909